# Stanwell Perpetual

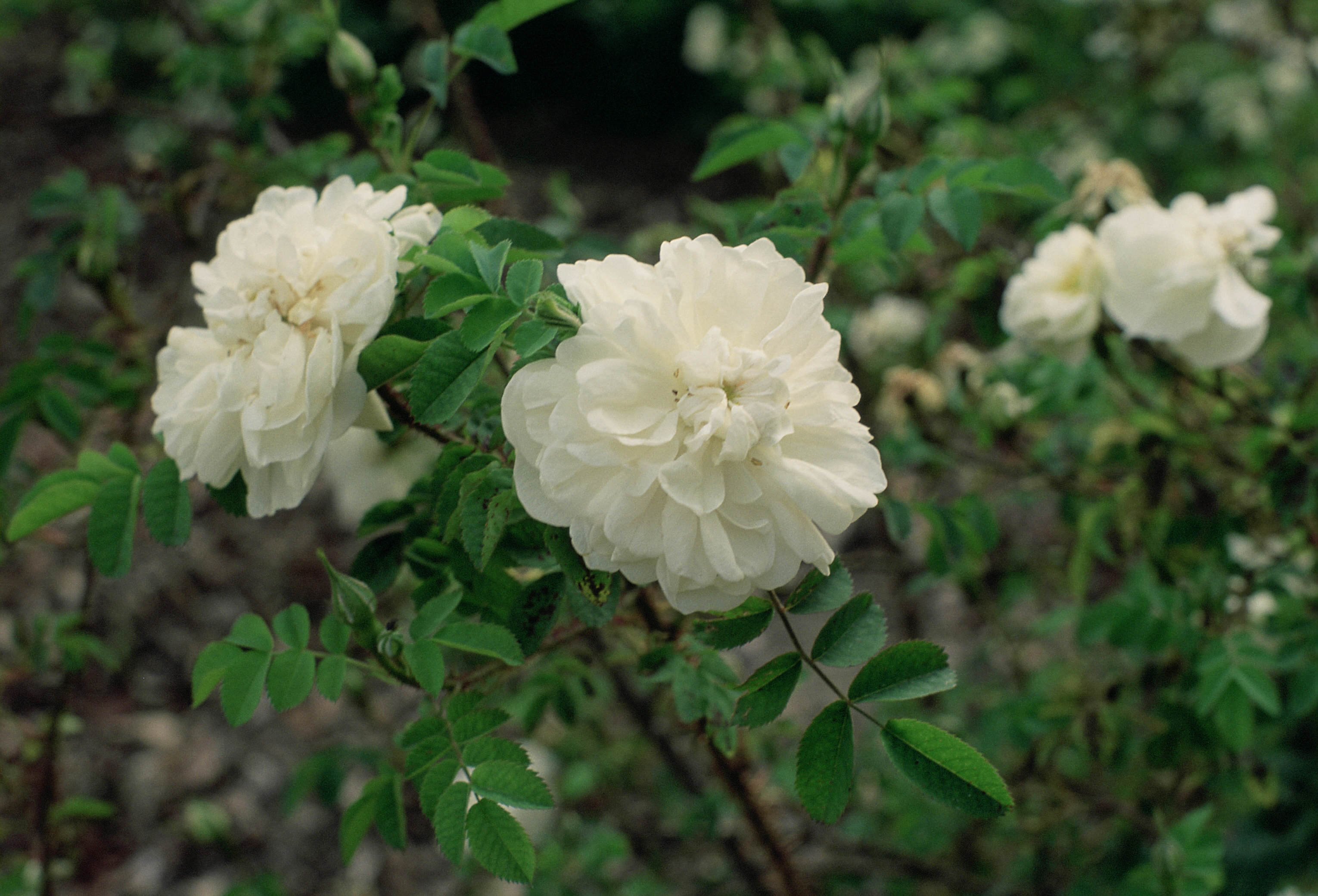
Rosa Stanwell Perpetual.

Stanwell Perpetual är créme- till blekrosa ros, en av de mest kända rosorna i gruppen pimpinellrosor. Rosen har en angenäm svag doft av persika och är uppkallad efter byn Stanwell i England. Går att odla i zon 6.